# Чемпионат Казахстана по пляжному футболу 2016
Чемпионат Казахстана по пляжному футболу 2016 — 10-й чемпионат страны по данному виду спорта.

## Турнирная таблица
Начисление очков
- 3 очка − Победа в основное время
- 2 очка − Победа в овертайме
- 1 очко − Победа по пенальти
- 0 очков − Любое поражение

| Место | Команда     | И | В | ВО | ВП | П | ГЗ | ГП | +/- | О  |
| ----- | ----------- | - | - | -- | -- | - | -- | -- | --- | -- |
| 1     | Арман       | 9 | 8 | 0  | 0  | 2 | 48 | 30 | +18 | 24 |
| 2     | Ушкын-Искра | 9 | 5 | 3  | 0  | 2 | 44 | 33 | +11 | 21 |
| 3     | Водник      | 9 | 2 | 0  | 0  | 7 | 40 | 50 | −10 | 6  |
| 4     | СДЮШОР №7   | 9 | 1 | 0  | 0  | 8 | 29 | 48 | -19 | 3  |

## Матчи

### 1-й тур
10 июня 2016. Капшагай
- Арман — Водник — 7:3
- Ушкын-Искра — СДЮШОР № 7 — 2:0

11 июня 2016. Капшагай
- Арман — СДЮШОР № 7 — 5:3
- Ушкын-Искра — Водник — 6:5 (д.в.)

12 июня 2016. Капшагай
- Водник — СДЮШОР № 7 — 4:3
- Ушкын-Искра — Арман — 4:2

### 2-й тур
24 июня 2016. Алматы
- Арман — Водник — 6:5
- Ушкын-Искра — СДЮШОР № 7 — 8:4

25 июня 2016. Алматы
- Арман — СДЮШОР № 7 — 7:4
- Ушкын-Искра — Водник — 3:2

26 июня 2016. Алматы
- Водник — СДЮШОР № 7 — 4:3
- Ушкын-Искра — Арман — 1:5

### 3-й тур
12 июля 2016. Алматы
- Арман — Водник — 7:5
- Ушкын-Искра — СДЮШОР № 7 — 7:5

13 июля 2016. Алматы
- Арман — СДЮШОР № 7 — 5:0
- Ушкын-Искра — Водник — 8:6

14 июля 2016. Алматы
- Водник — СДЮШОР № 7 — 5:6
- Ушкын-Искра — Арман — 5:1

### 4-й тур[1]
12 августа 2016. Павлодар
- Ушкын-Искра — Водник
- Арман — СДЮШОР № 7

13 августа 2016. Павлодар
- Ушкын-Искра — СДЮШОР № 7
- Арман — Водник

14 августа 2016. Павлодар
- Водник — СДЮШОР № 7
- Ушкын-Искра — Арман 0:3